# Bivacco Marzotto-Sacchi
Das Bivacco Marzotto-Sacchi ist eine Biwakschachtel der Sektion Schio des Club Alpino Italiano (CAI) im nördlichen Gemeindegebiet von Valli del Pasubio in der Provinz Vicenza. Das Biwak liegt im östlichen Bereich des Pasubio an der sog. Porte di Pasubio (deutsch Tore des Pasubio) am oberen Rand des Val Canale auf 1940 m s.l.m. unweit des Rifugio Achille Papa.

## Geschichte
Das Biwak wurde 1964 als Winterraum des Rifugio Achille Papa errichtet. Benannt wurde es nach dem im Alter von 20 Jahren durch Krankheit verstorbenen Giuseppe Marzotto und dem in der Tofana tödlich abgestürzten Franco Sacchi.

## Beschreibung
Die etwas oberhalb des Rifugio Achille Papa liegende, unbeheizte Biwakschachtel ist während dessen Schließzeit in der Wintersaison geöffnet und bietet sieben Schlafplätze auf zwei Ebenen und einen Tisch.

## Zugang
Der Normalweg führt vom Passo Pian delle Fugazze, 1162 m ⊙ auf der Strada degli Eroi und benötigt 2,5 Stunden. Eine Variante über den Grat erfordert eine um eine halbe Stunde längere Gehzeit.

## Routen
- Corno di Pasubio, 2141 m
- Soglio dell’Incudine
- Cimon del Soglio Rosso
- Monte Forni Alti

## Übergänge
- Rifugio Vincenzo Lancia (1825 m s.l.m.) über Weg 120, 2.30 h.
- Rifugio Vincenzo Lancia über Weg 105, 2.40 h.
- Passo della Borcola über Weg 120, 121 und 147, in etwa 3,5 Stunden.